# Вриулска епархия
 Тази статия е за античната и православната епархия.  За католическата вижте Бриулска епархия.  
Вриулската епархия (на гръцки: Ιερά Μητρόπολη Βρυούλων) е титулярна епархия на Вселенската патриаршия. Диоцезът съществува за няколко месеца през 1922 година с център в град Вриула, на турски Урла. От 2018 година титлата Митрополит на Вриула, ипертим и екзарх на Еритрея (Ο Βρυούλων, υπέρτιμος και έξαρχος Ερυθραίας) се носи от Пантелеймон.

## История
Град Клазомене, на турски Клазумен, разположен на йонийското крайбрежие, съществува от неолитната епоха. През римнския период на 5 km на юг от него възниква град Вриула. В 325 година Клазоменската епископия минава на подчинение на Ефеската митрополия. В VII век възниква и Вриулска епископия, също подчинена на Ефес. В ΙΧ век Клазоменската е подчинена на Смирненската митрополия, но през ΧΙΙ век се връща под Ефес. След османското завоевание на района в 1390 година Клазомене е изоставен, а двете епископии закрити и присъединени към Ефеския диоцез. По време на Гръцко-турската война на 22 февруари 1922 година е създадена Вриулска митрополия. След разгрома на Гърция във войната и обмена на население между Гърция и Турция в 1922 година, на територията на епархията не остава православно население.
Митрополията граничи с Бяло море на север и юг, със Смирненската, Ефеската и Анейската митрополия (Нотийска част) на изток и с Кринийската на запад.

## Митрополити
| Име         | Име         | Управление                     | Забележка        | Години      |
| ----------- | ----------- | ------------------------------ | ---------------- | ----------- |
| Дионисий    | Διονύσιος   | 6 март 1922 - 25 октомври 1922 | в митимнийски м. | 1879 – 1951 |
| Епифаний    | Ἐπιφάνειος  | 30 април 2007 - 9 май 2011     | от испански м.   | 1935 – 2011 |
| Пантелеймон | Παντελεήμων | 9 януари 2018 -                | от теуполски е.  | 1936 –      |